# Geschichte von Lappeenranta
Über mehrere Jahrhunderte wurde die Historie der heute zu Finnland gehörenden Stadt Lappeenranta in der Grenzregion militärisch, wirtschaftlich und gesellschaftlich von der Hegemonie der schwedischen und russischen Oberschicht sowie von ihrer wirtschaftlichen Lage am Verkehrsknotenpunkt des Saimaa-Sees beeinflusst. Noch heute nimmt sie eine wichtige Funktion für die sie umgebende Region ein.

## Erste Besiedlung

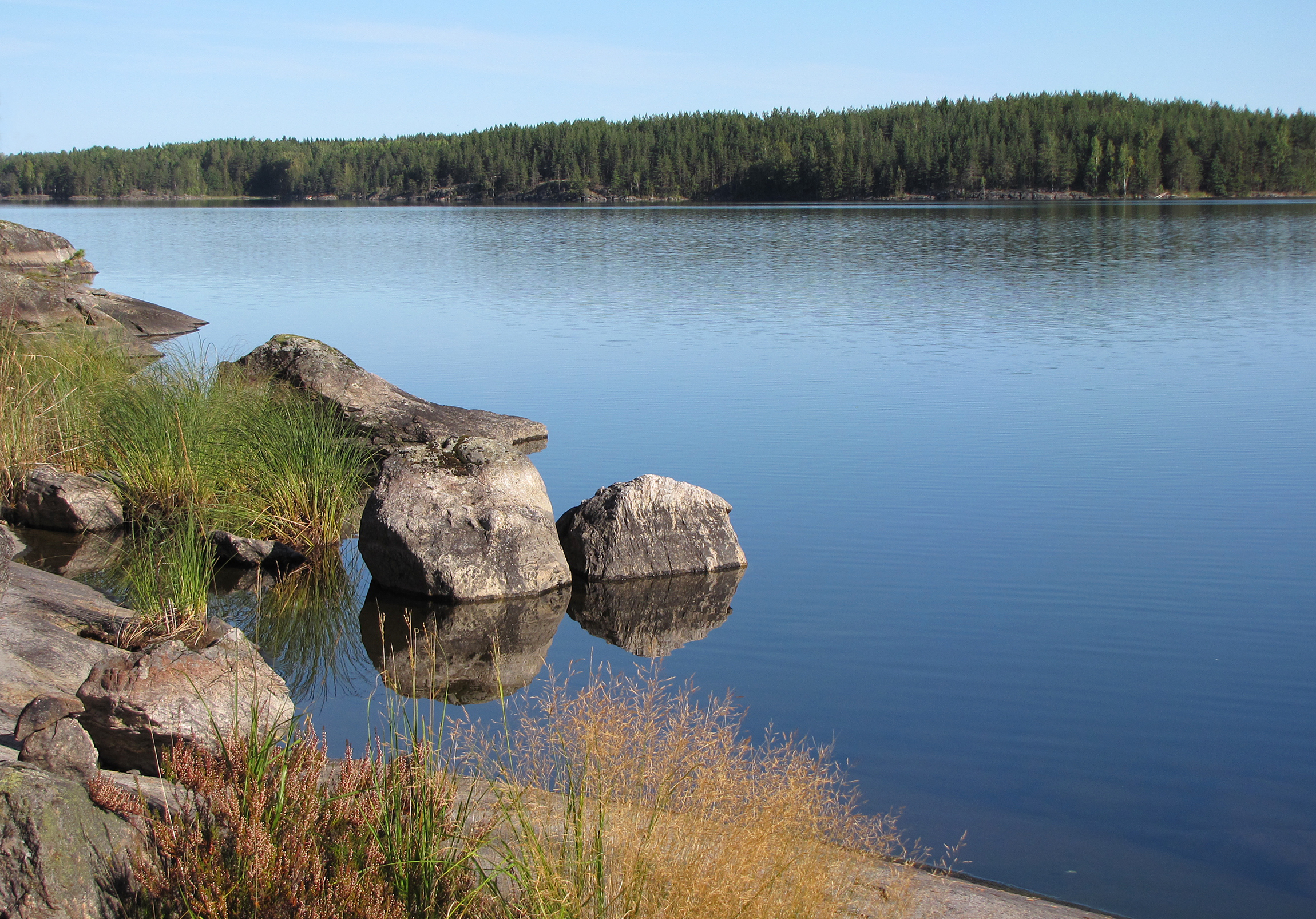
Ansicht des Saimaa

Die ersten Bewohner der Region um Lappeenranta profitierten vom Fischreichtum des Saimaa-Seengebiets und dem Zusammenlaufen verschiedener Handelswege in der Region. Man fand Siedlungsüberreste aus der Eisenzeit etwa 10 Kilometer südlich vom Zentrum der heutigen Stadt und stellte durch Pollenuntersuchungen fest, dass vermutlich bereits Jahrhunderte vor der einsetzenden Geschichtsschreibung eine erste dauerhafte Besiedlung stattfand.
Um das Jahr 1600 bildete Villmanstrand, das heutige Lappeenranta, ein wichtiges Zentrum für den Handel mit Teer. Der Ort lag an einer Kreuzung der Verkehrswege und war Ausgangspunkt für Seeschifffahrt und Landtransport.  Die schwedische Verwaltung erkannte diese wichtige Funktion und verlieh dem Ort im Jahr 1649 das Stadtrecht. Aus dieser Zeit stammt auch das noch heute gültige Wappen, das einen wilden Mann mit einem Knüppel zeigt, ebenso wie der Name Villmanstrand, der darauf verweist.

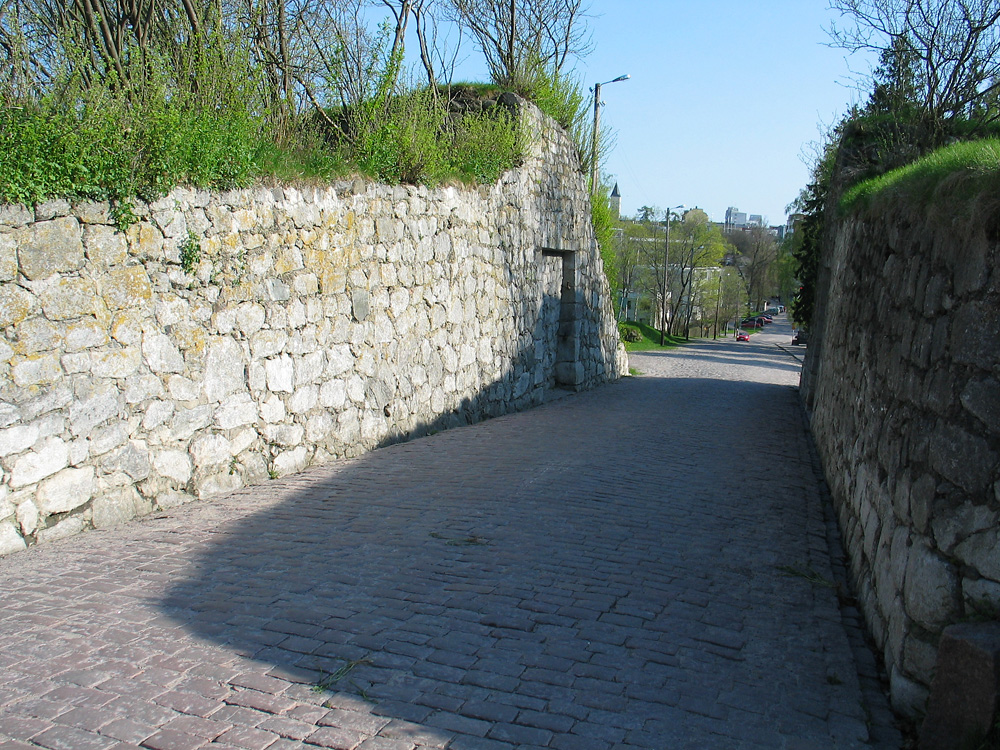
Südtor der Festung Lappeenrantas

In der Folge kamen Kaufleute und Reisende nach Lappeenranta, um ihr Glück zu versuchen. Doch die Stadt war ebenso ein Militärstützpunkt. Gleich nach der Verleihung der Stadtrechte begann man mit der Errichtung einer Festung. Ein Marktplatz, Handels- und Administrationsgebäude wurden in der Nähe des heutigen Passagierhafens errichtet. Zu dieser Zeit wurde auch eine Kirche auf der Halbinsel erbaut, von der heute nicht mehr als ein Denkmal übrig geblieben ist. Später wurde dann der Bau einer neuen Kirche auf der Außenseite der Festung in Angriff genommen.

## Schwedische Herrschaft bis 1743
In dieser frühen Zeit wohnten in der kaum 1,1 Quadratkilometer großen Stadt nur einige hundert Menschen, deren Wohn- und Geschäftsgebäude fast ohne Ausnahme aus Holz erbaut waren. Diesem Umstand ist es zu geschuldet, das heute kaum eines der Gebäude erhalten geblieben ist. Am 23. August 1741 kämpften schwedische und russische Truppen um die Stadt. Mit dem Fall der schwedischen Herrschaft in Lappeenranta verschob sich die Grenze zum russischen Reich erheblich weit in die Region hinein.
Die Jahrzehnte nach 1700 waren für die Region wirtschaftlich eine schwierige Zeit: Der Krieg hatte die Handelsbeziehungen nach Vyborg und Karelien erschwert. Die Teer-Exporte waren stark zurückgegangen und um das Jahr 1740 fast zum Erliegen gekommen. Nach Vyborg wurde zuvor Bauholz, Getreide, Butter und Talg exportiert und von dort insbesondere Salz importiert.

## Russische Herrschaft bis 1811
In der Zeit 1743–1811 standen das heutige Lappeenranta und die Städte Hamina und Savonlinna unter russischer Herrschaft und das Leben unter dem starken Einfluss des russischen Militärs. Die Stadt hatte enge wirtschaftliche Verbindungen zum heutigen Vyborg und nahm auch die neuesten Trends aus dem nun nicht mehr durch eine politische Grenze von der Stadt getrennten nahen St. Petersburg auf.

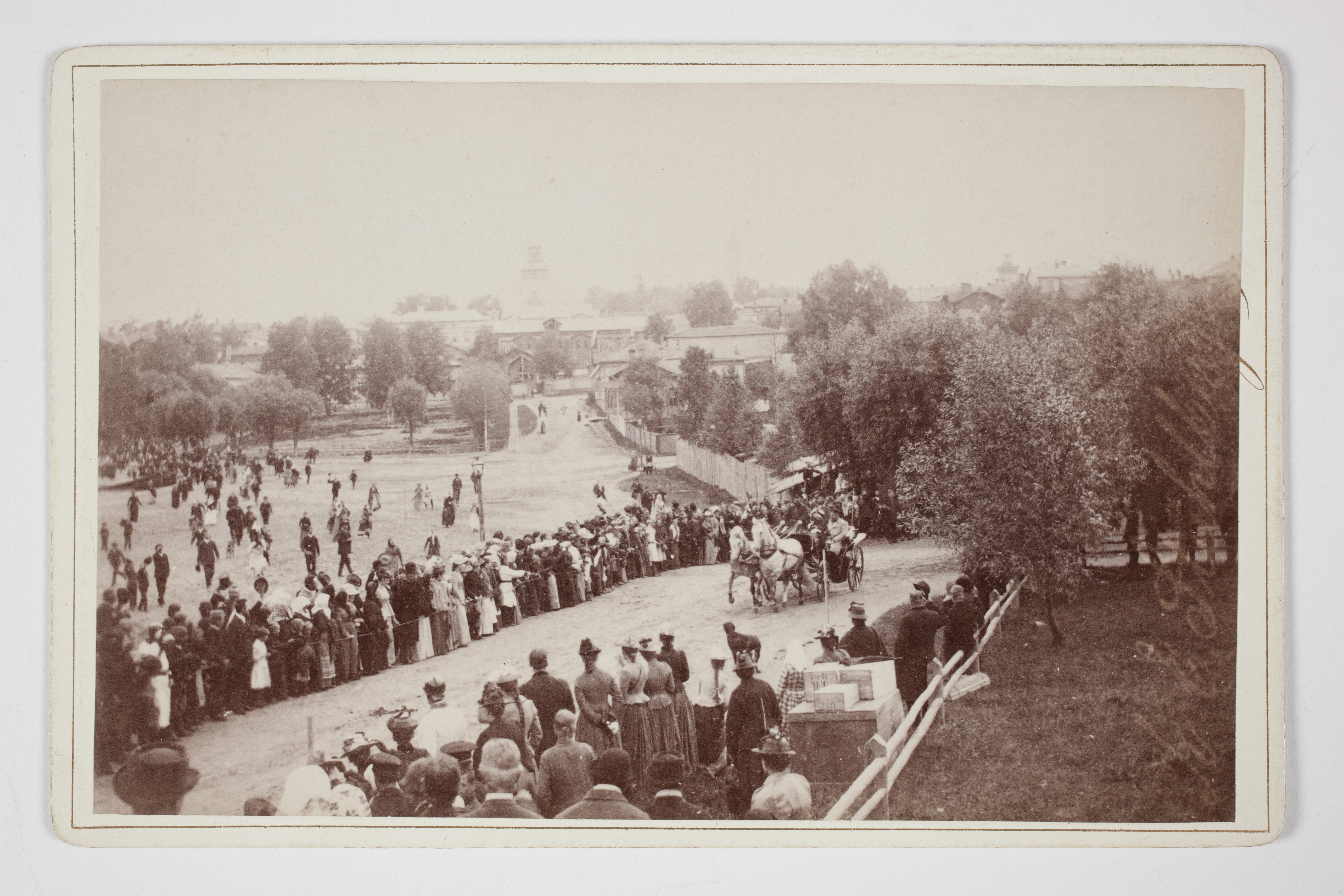
Kaiserbesuch in Lappeenranta

Diese Verbindung nach Vyborg zeigte sich in fast allen Bereichen des alltäglichen Lebens wie Paloposki schreibt: „Kirche, Schule und Sozialfürsorge verwaltete in der Regierungszeit Katharinas II. vom Jahre 1786 an das Kollegium der allgemeinen Fürsorge (...) in Wiborg.“
Die militärische Festung in Lappeenranta, die ursprünglich unter den Schweden errichtet worden war, wurde zu dieser Zeit von den russischen Truppen weiter ausgebaut. Somit stand ein Teil des Handels mit Sicherheit in engem Zusammenhang mit den Bedürfnissen des Militärs dieser Zeit.

## Autonomie, wirtschaftliche Entwicklung und Kriegszeiten

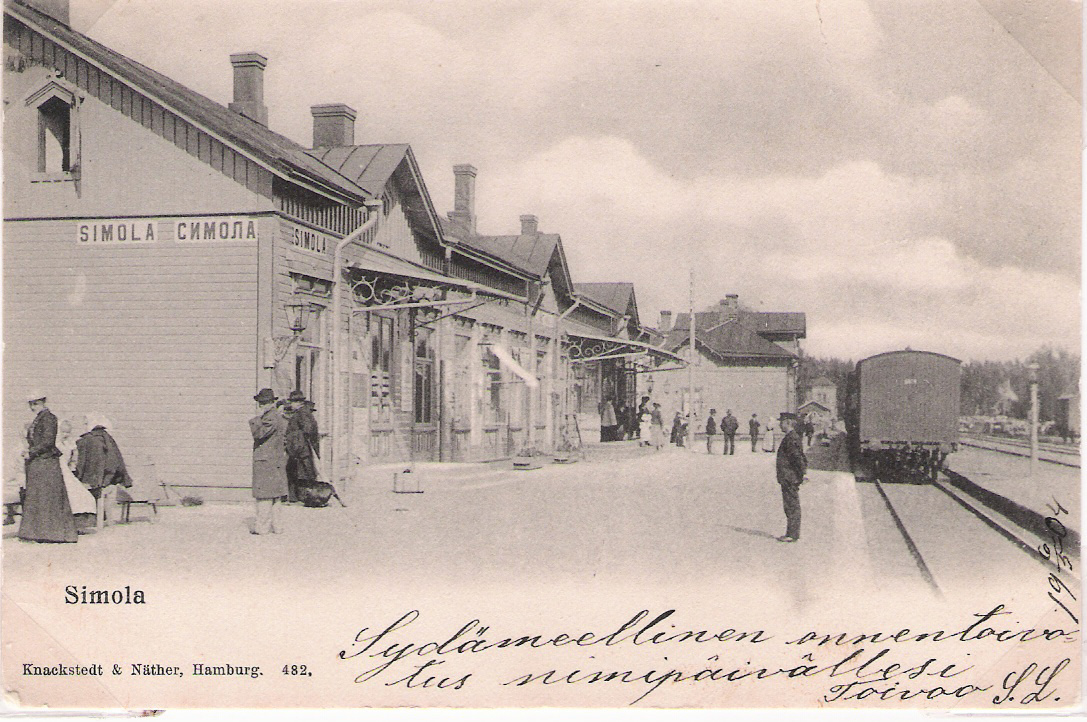
Der alte Bahnhof Simola um 1900

Nach dem Ende der russischen Herrschaft im Jahr 1812 wurde Lappeenranta erneut zur Grenzstadt auf der anderen Seite, welches auch wirtschaftlich weitreichende Folgen für die Ausprägung ganz neuer Handelsbindungen hatte. Lappeenranta war in den frühen 1800er Jahren in Bezug auf Bevölkerung und Fläche eine kleine Stadt. Die Siedlung hatte sich nur gering über den Bereich der Festung ausgebreitet.
Castren und Engman diskutieren für diese Zeit das Phänomen der Scheinbürger für die Stadt Lappeenranta. Menschen konnten damals etwa dem russischen Wehrdienst entgehen, wenn sie hier als Bürger registriert waren.
Die politischen Widersprüche um die russische Revolution traten zwischen den Menschen in der Stadt besonders heftig im Bürgerkrieg zwischen roten und weißen Garden zu Tage. Die Festung von Lappeenranta erlangte durch ihr Inhaftierungslager und die dort verübten willkürlichen Hinrichtungen zu Zeiten des finnischen Bürgerkriegs traurige Berühmtheit.

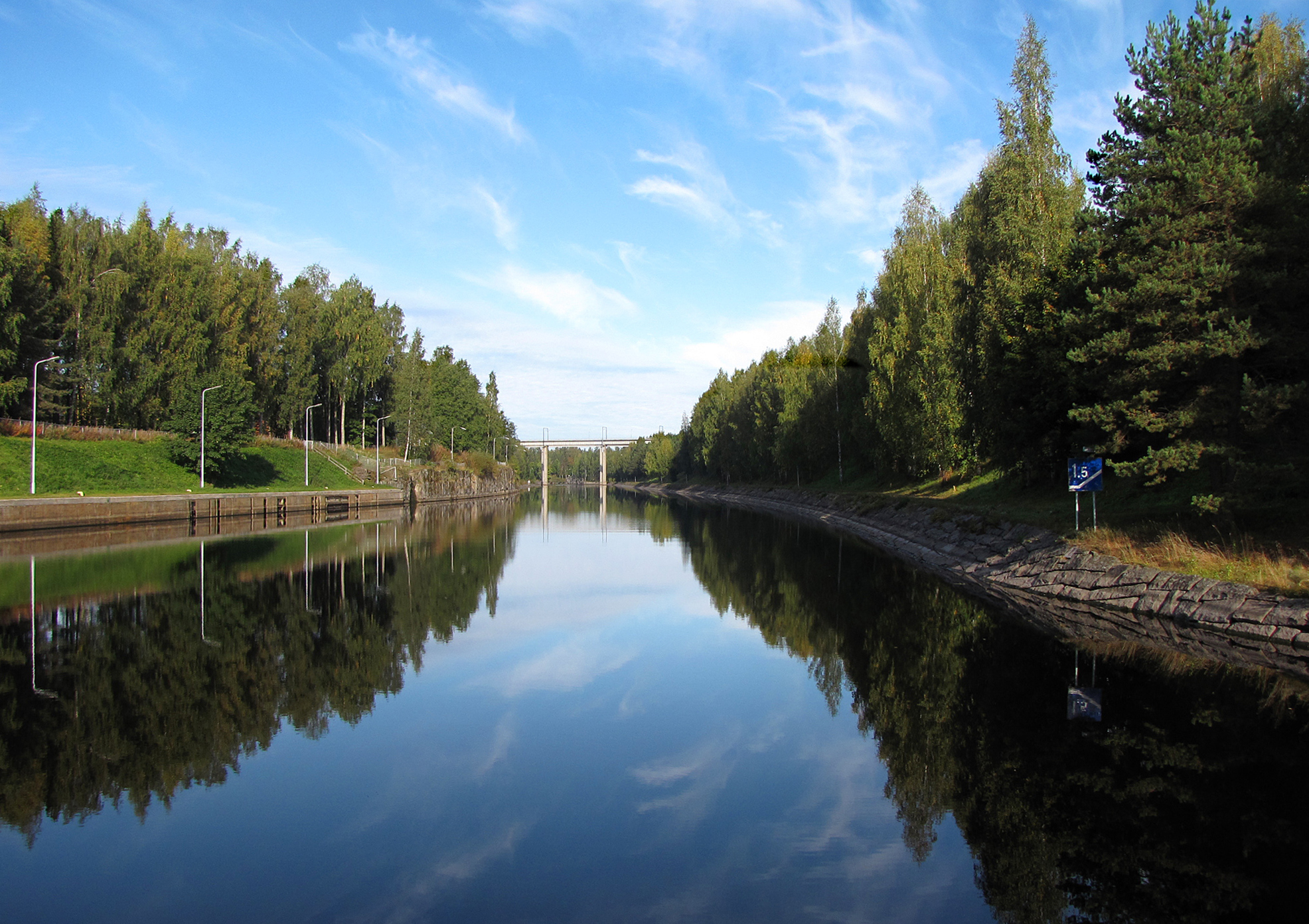
Der Saimaa-Kanal

Lappeenranta war bis Mitte der des 19. Jahrhunderts nicht industriell geprägt, es gab in der Region nur einige wenige Industrieanlagen, eine Pflanzenölraffinerie und Brennerei. In den letzten Jahrzehnten des 19. Jahrhunderts machten sich in der Stadt die ersten Veränderungen der Gesellschaft durch industrielle Berufe in Sägewerken, Mühlen und einer Lebensmittelfabrik bemerkbar. Zudem gab es Veränderungen in der Infrastruktur, wie den Bau der Eisenbahnstrecke und die Schiffbarmachung des Saimaa-Kanals. Im Winterkrieg und im Fortsetzungskrieg erfolgten verschiedene sowjetische Luftangriffe auf  die Stadt, die insgesamt 37 Todesopfer unter der Zivilbevölkerung forderten, außerdem wurden 4,9 % der Wohnungen zerstört und 8,4 % schwer beschädigt.

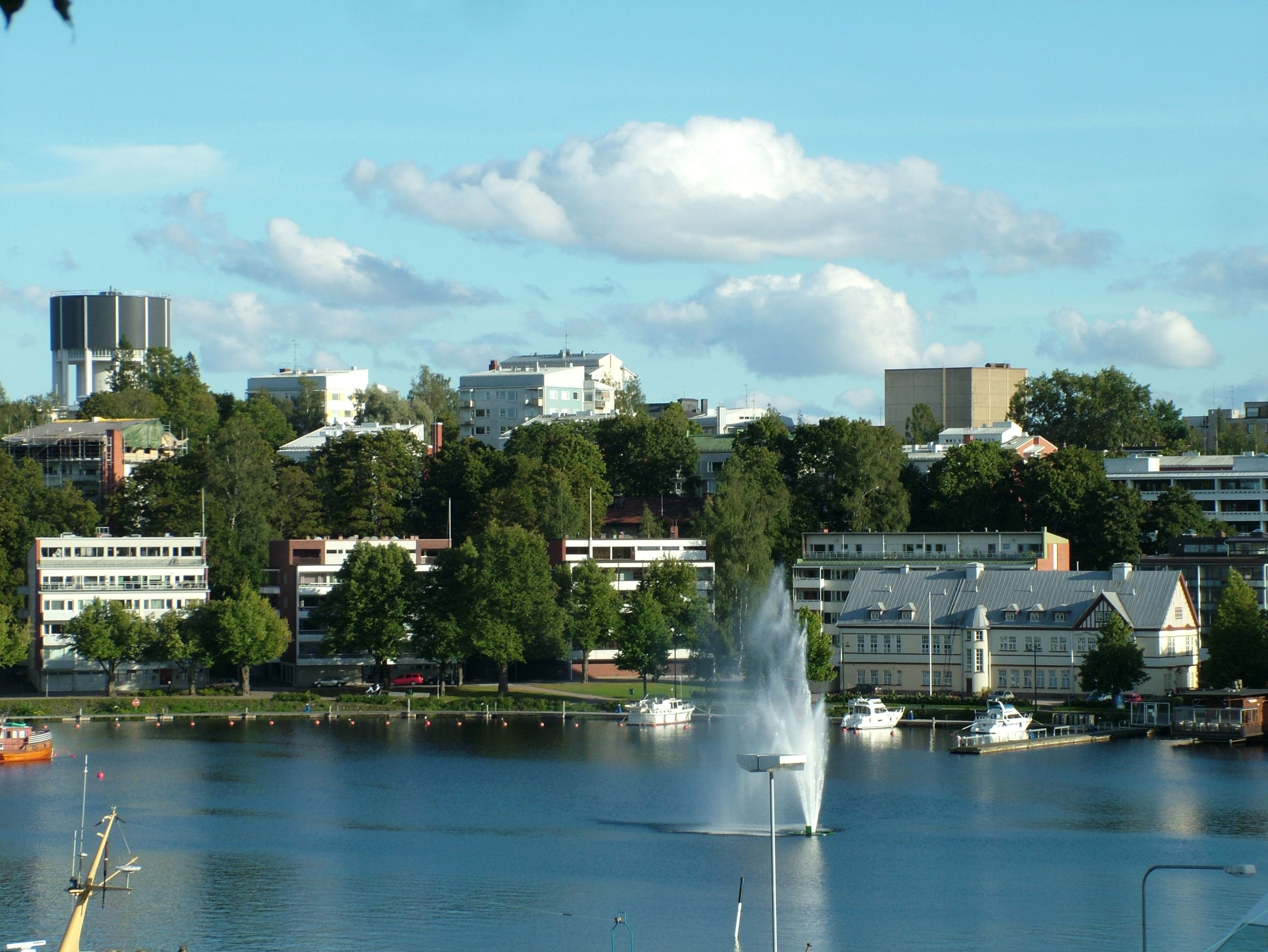
Gegenwärtige Ansicht der Stadt

Der stetig ansteigende Handel nach dem Zweiten Weltkrieg machte es der erneut wachsenden Industriestadt möglich, auch Tourismus- und Universitätsstadt zu werden. Dabei profitierte sie von ihrer Stellung innerhalb der ländlichen Region. Zwar stellt heute die Forstindustrie immer noch einen wichtigen Wirtschaftsfaktor dar, Arbeitsplätze finden sich aber zunehmend im Dienstleistungsbereich und Tourismus. In den Jahren 1989, 2009 und 2010 vergrößerte sich das Stadtgebiet von Lappeenranta noch einmal, zuletzt durch die Gemeinden Joutseno and Ylämaa.